# Исабель, Маргарита
Маргарита Исабель Моралес Гонсалес (исп. Margarita Isabel Morales Gonzalez; 25 июля 1941, Мехико Мексика — 9 апреля 2017, Куэрнавака, Морелос, Мексика) — мексиканская актриса театра и кино, а также телесериалов и режиссёр.

## Биография
Как актриса она начинала со знаменитого наставника Секи Сано и в Национальном институте изящных искусств, который признал ее лучшей актрисой своего поколения (1960). Поскольку она всегда называла себя сторонницей левых взглядов, продолжила активно участвовать в студенческом движении 1968 года. 
Была известной театральной актрисой. В мексиканском кино дебютировала в 1969 году и с тех пор приняла участие в 43 фильмах и сериалах. Многие годы находилась в штате телекомпании Televisa, роли в «мыльных операх» при несли ей популярность на родине и за рубежом.
Последние 10 лет не снималась в связи с ухудшением здоровья. Жила в своем доме в Куэрнаваке.

### Популярность в России
В России Маргариту Исабель помнят по ярким ролям — Мерседес (фильм ужасов «Хронос»), Вероники дель Ольмо («Однажды у нас вырастут крылья»), Эухения Берналь («Женщина с характером») и Кармелы Сан Роман («Мачеха»).

### Личная жизнь
8 апреля 1961 года она вышла замуж за радиоведущего Марио Ивана Мартинеса Ортегу, от которого у нее было двое детей, Марио Иван и Эухенио. Пара развелась в 1967 году. Марио Иван Мартинес стал актёром и снялся совместно с матерью в четырёх работах.

## Фильмография

### Сериалы

#### Свыше 2-х сезонов
- 1985—2007 — Женщина, случаи из реальной жизни (всего 22 сезона)
- 2008-по с.д — Женщины-убийцы (3 сезона) — Кармен

#### Televisa
- 1986-87 — Волчье логово — Елена де Сифуэнтес
- 1986-90 — Отмеченное время — Мама
- 1988 — Грех Оюки — Май
- 1989-91 — Тереза — Рита
- 1990 — Дотянуться до звезды — Рита Наваррете
- 1993 — Валентина — Марта
- 1994 — Начать сначала — Аурора
- 1997 — Однажды у нас вырастут крылья — Вероника дель Ольмо
- 1998-99 — Что происходит с нами?
- 2000 — Женщина с характером — Эухения Берналь
- 2004 — Мой грех — в любви к тебе — Алехандра Мандригаль де Орта
- 2005-07 — Мачеха — Кармела Сан Роман
- 2006-07 — Жестокий мир — Отилия Альварес де Веласкес
- 2007 — Слово женщины — Консуэло

#### Фильмы

##### Художественные
- 1969 — Воспоминания будущего
- 1979 — Мария в моём сердце
- 1987 — Самое важное-жизнь — Виуда
- 1991 — Как вода для шоколада — Пакита Лобо
- 1993 — Хронос — Мерседес
- 1993 — Последняя битва — Директор школы
- 2003 — Лусия, Лусия — Лусия Мом
- 2003 — Подари мне своё тело — Дафна

##### Документальные
- 1993 — Памяти мексиканского кино — Играет саму себя.

## Театральные работы
- 2004 — Все женщины

## Награды и премии
| Год  | Премия     | Номинация                    | Фильм                         | Итог      |
| ---- | ---------- | ---------------------------- | ----------------------------- | --------- |
| 1984 | Ариэль     | Лучшая актриса второго плана | Las Apariencias engañan       | Номинация |
| 1987 | Ариэль     | Лучшая актриса эпизода       | Chido Guan, El Tacos de Oro   | Номинация |
| 1992 | Ариэль     | Лучшая актриса эпизода       | Как вода для шоколада         | Победа    |
| 1995 | Ариэль     | Лучшая актриса второго плана | Dos Crímenes                  | Победа    |
| 1996 | Ариэль     | Лучшая актриса эпизода       | Mujeres Insumisas             | Победа    |
| 1998 | TVyNovelas | Лучшая актриса второго плана | Однажды у нас вырастут крылья | Номинация |
| 2006 | TVyNovelas | Лучшая актриса второго плана | Мачеха                        | Номинация |